# Menenches morta
Menenches morta är en insektsart som beskrevs av Ronald Gordon Fennah 1962. Menenches morta ingår i släktet Menenches och familjen Dictyopharidae. Inga underarter finns listade i Catalogue of Life.